# 滇南山矾
滇南山矾（学名：Symplocos hookeri）为山矾科山矾属下的一个种。

## 扩展阅读
- 維基物種上的相關：滇南山矾